# Marapana
Marapana est une ville du Sri Lanka située dans le district Kegalle dans la province de Sabaragamuwa.